# 보디가드 (2018년 드라마)
《보디가드》(영어: Bodyguard)는 BBC One에서 2018년 8월부터 9월까지 방영된 영국의 텔레비전 드라마이다. 제드 머큐리오가 창작했다. 여섯 개의 에피소드로 구성된 시즌 1은 2018년 8월 26일에 첫 방영되었다.